# Кристиан Сетипани
Кристиан Сетипани (на френски: Christian Settipani) е френски историк и генеалог.

## Биография
Роден е на 31 януари 1961 г. в Париж. Завършва Сорбоната през 1997 г., където по-късно е лектор. Защитава докторска дисертация през 2013 г. в Университета на Лотарингия. Специализира генеалогия на владетелските династии на Европа и Близкия Изток, както и история на княжествата през ранното Средновековие. Изследва генеалогичните линии на аристокрацията от късната Римска империя до ранното Средновековие.

## Трудове
- „Les ancêtres de Charlemagne“, Paris, éd. Christian, 1989, 172 p.
- „Nos ancêtres de l’Antiquité. Etude des possibilités de liens généalogiques entre les familles de l’Antiquité et celles du haut Moyen Age“, Paris, Francis Christian, 1991, 264 p.
- „La préhistoire des Capétiens (482—987) : Mérovingiens, Arnulfiens, Carolingiens, Robertiens“, tome I, avec la collaboration de P. Van Kerrebrouck, Villeneuve d’Ascq, P. Van Kerrebrouck, 1993, 546 p.
- „Continuité gentilice et continuité familiale dans les familles sénatoriales romaines : mythe et réalité“, Oxford, 2000 (Occasionnal Publications, II), 598 p.
- „La noblesse du Midi carolingien. Études sur quelques grandes familles d’Aquitaine et de Languedoc du IXe au XIe s.“, (Toulousain, Perigord, Limousin, Poitou, Auvergne), Oxford, 2003 (Occasionnal Publications, V), 389 p.
- „Continuité des élites à Byzance durant les siècles obscurs. Les princes caucasiens à Byzance du VIe au IXe siècles“, Paris, De Boccard, 2006, 638 p.